# Bad Side of the Moon
«Bad Side of the Moon» (en español: «El lado malo de la luna») es una canción de la banda canadiense de rock April Wine.  Fue escrita por Elton John y Bernie Taupin.  Se encuentra en el segundo álbum de estudio del grupo On Record de 1972 y fue publicado como el segundo sencillo de este álbum en Canadá por Aquarius Records y en EE. UU. por la compañía Big Tree Records en el mismo año.
«Bad Side of the Moon» cuenta con la participación de Keith Jollimore tocando la flauta, dándole una cierta ‹oscuridad británica› a la canción.
Esta canción consiguió entrar en las listas de popularidad canadienses, logrando alcanzar la 16.º posición de la lista llamada «100 Top Singles» de la Revista RPM el 19 de agosto de 1972.  A diferencia de lo que ocurrió en Canadá, este sencillo no tuvo nada de suerte en los Estados Unidos y se quedó fuera del gusto del público.

## Versiones
Tanto en Canadá como en E.U.A., se lanzaron ediciones en vinilo de 7 pulgadas, pero fue en los Estados Unidos donde se publicó un sencillo promocional de 12 pulgadas, el cual contenía solo el tema principal en ambos lados del disco.

## Lista de canciones

### Versión original

#### Lado A
| Side one |                        |                            |          |  |
| N.º      | Título                 | Escritor(es)               | Duración |  |
| 1.       | «Bad Side of the Moon» | Elton John / Bernie Taupin | 3:22     |  |

#### Lado B
| Side one |                 |               |          |  |
| N.º      | Título          | Escritor(es)  | Duración |  |
| 2.       | «Believe in Me» | Myles Goodwyn | 3:46     |  |

### Versión promocional

#### Lado A
| Side one |                        |               |          |  |
| N.º      | Título                 | Escritor(es)  | Duración |  |
| 1.       | «Bad Side of the Moon» | John / Taupin | 3:22     |  |

#### Lado B
| Side one |                        |               |          |  |
| N.º      | Título                 | Escritor(es)  | Duración |  |
| 1.       | «Bad Side of the Moon» | John / Taupin | 3:22     |  |

## Créditos
- Myles Goodwyn — voz principal y guitarra
- David Henman — guitarra
- Jim Clench — bajo
- Ritchie Henman — batería
- Keith Jollimore — flauta (en la canción «Bad Side of the Moon»)

## Listas
| Año  | País   | Lista       | Posición máxima |
| ---- | ------ | ----------- | --------------- |
| 1972 | Canadá | Revista RPM | 16.º            |